# Simeon Olcott

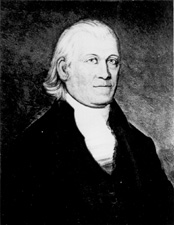
Simeon Olcott

Simeon Olcott (* 1. Oktober 1735 in Bolton, Colony of Connecticut; † 22. Februar 1815 in Charlestown, New Hampshire) war ein US-amerikanischer Politiker.

## Leben
Olcott wurde als Sohn eines Farmers geboren und arbeitete daher bis zum 21. Lebensjahr im heimatlichen Betrieb. Von einem Reverend White aus Bolton gefördert, machte Olcott 1761 seinen Abschluss am Yale College, und arbeitete danach als Aushilfslehrer an Grundschulen. Ebenfalls finanzielle Unterstützung erhielt Olcott von seinem älteren Bruder, der ebenfalls Priester war.
Nach dem Schulabschluss am College zog Olcott nach Massachusetts, wo er in Hatfield weiterhin als Lehrer an einer Schule tätig war. Doch Olcott konnte dem Leben eines Lehrers nur wenig abgewinnen, so dass er nach Hinsdale in New Hampshire zog, wo er in der Anwaltskanzlei von Daniel Jones eine Ausbildung zum Anwalt absolvierte. Im Jahr 1766 eröffnete er in Charlestown am Connecticut River eine eigene Anwaltskanzlei.

## Politische Karriere
Im Jahr 1769 wurde Olcott in den Stadtrat von Charlestown gewählt, diese Funktion bekleidete er bis 1771. Zwei Jahre später erfolgte seine Ernennung zum Richter des Nachlassgerichtes von Cheshire County. Olcott genoss inzwischen einen guten Ruf und ging daher mit Benjamin West eine Partnerschaft in der nun gemeinsam geführten Anwaltskanzlei ein.
Der Amerikanische Unabhängigkeitskrieg ließ Olcotts Leben in seinen Grundfesten erschüttern, als er plötzlich akzeptieren musste, dass das Territorium, auf welchem er lebte, nun ein Teil des neuen Bundesstaats Vermont werden sollte. Doch am 25. Dezember 1784 wurde er zum Obersten Richter des Court of Common Pleas von Cheshire County bestellt und amtierte sechs Jahre. Nach seiner Ernennung zum Richter am Superior Court von New Hampshire erfolgte am 28. März 1795 Olcotts Berufung zum Obersten Richter des Staates.
Nach dem Rücktritt von Senator Samuel Livermore am 12. Juni 1801 wurde Olcott am 17. Juni desselben Jahres zu dessen Nachfolger bestimmt. Olcott, Parteimitglied der Föderalistischen Partei, amtierte bis zum 3. März 1805.

## Spätes Leben
Über das Privatleben von Simeon Olcott ist nichts bekannt. Nach seinem Ausscheiden aus dem Senat zog er sich zurück und starb 1815, im Alter von 79 Jahren.